# Centre international de Conférences Abdelatif-Rahal
Pour les articles homonymes, voir CIC et Centre de conférences.
Le Centre international de Conférences Abdelatif-Rahal (CIC Alger) est un palais des congrès à Alger. Inauguré en 2016. Situé en bord de mer à proximité de la station balnéaire Club des Pins.
Il est classé parmi les plus grands centres des congrès au monde.

## Historique
Le centre a été construit par l'entreprise chinoise China State Construction Engineering, et la conception des plans d'exécution du projet intégré et la supervision générale du chantier ont été assurés par le bureau italien Fabris & Partners.
Le 8 septembre 2016, il est inauguré par le président de la République Abdelaziz Bouteflika. Il est baptisé au nom de Abdelatif Rahal, ancien conseiller diplomatique du chef de l'État.

## Description
Le Centre international de Conférences avec  ses 220 000 m2, permet d'accueillir différents types de manifestations en simultanée. Parmi les nombreux espaces, un grand amphithéâtre de 6 000 places, une salle de conférence de 705 places, 6 salles polyvalentes pour séminaires et banquets avec une capacité de 300 places chacune, une salle banquets divisible en 3 zones, avec une capacité de
3 000 places, un espace d'exposition de 12 000 m2, un salon d'honneur pour les réceptions protocolaires, une zone présidentielle avec un appartement pour le chef d'État et deux appartements pour ses hôtes, 61 bureaux délégations et 7 restaurants.
Une salle de presse avec 4 studios TV et 4 studios radio. La fondation du centre avec des bureaux, bibliothèque et salles multimédia, des espaces commerciaux, une clinique médicale avec une unité de réanimation.

## Évènements organisés
- Sommet de la Ligue arabe 2022
- 17e session de la Conférence de l'Union parlementaire des pays membres de l'Organisation de la coopération islamique[5]